# Oryza glaberrima
Oryza glaberrima, normalmente conocido como arroz africano, es una especie de arroz domesticado. Se cree que se domesticó cerca de 2000 a 3000 años atrás en el delta interior del río Níger Superior, en lo que ahora es Malí. Su antepasado salvaje, Oryza barthii, todavía crece salvaje en África.
Esta especie crece en África occidental. El arroz africano a menudo muestra más tolerancia a fluctuaciones en profundidad de agua, toxicidad de hierro, tierras infértiles, condiciones climáticas severas, negligencia humana, y muestra una resistencia mejor a varias plagas y enfermedades, como Nematoda (Heterodera sacchari y Meloidogyne spp.), Cecidomyiidae (Orseolia oryzivora), Benyvirus, y las plantas parásitas Striga. La especie presenta varias características negativas respecto a la especie de arroz asiática O. sativa, como grano quebradizo y agrietado durante pulimento industrial.
Los científicos del Centro de Arroz de África propusieron cruzar arroz africano con variedades de arroz asiático para producir un grupo de interespecífico de cultivares a los que se les llamó Arroz Nuevo para África (NERICA).
El genoma de O. glaberrima ha sido secuenciado y los resultados se publicaron en 2014.